# Gustav Gihr
Gustav Gihr est un général de division allemand.

## Biographie
Il est enrôlé 10 janvier 1914 comme un élève-officier dans le 98e régiment d'infanterie. Il étudie au collège de Cassel et devient second lieutenant. Le 11 septembre 1914 il est blessé et envoyé dans un hôpital militaire, où il est resté jusqu'en décembre 1914. Le 10 février 1915, il devient lieutenant. Le 29 septembre 1915 il est à nouveau blessé et transporté dans un hôpital militaire. Le 18 mai 1918, il est blessé pour la troisième fois.
Le 4 janvier 1919 il commande la 9e compagnie de son régiment. Le 22 mars 1919, il reprend le 1er Bataillon. Le 29 avril 1919, il commande la 4e Compagnie. Le 6 octobre 1920 il quitte l'armée et rejoint la police. Il sert à Mannheim et à Karlsruhe, devient de major de police. Le 16 mars 1936 il est transféré dans l'armée et commande le 1er Bataillon du 109 régiment d'infanterie. Le 1er avril 1937 il est promu lieutenant-colonel. Le 12 octobre 1937, il commande le 1er Bataillon du 107e régiment d'infanterie.
Le 16 décembre 1939 il commande du 367e régiment d'infanterie. Le 1er avril 1940, il est promu colonel. Le 10 septembre 1942, il commande le 725e régiment de forteresse. Du 16 janvier au 28 février 1943, il commande le 186e régiment d'infanterie 186. Le 1er octobre 1943 il est promu major général. Le 20 octobre 1943, il commande la 216e division d'infanterie. Le 1er décembre 1943 il commande la 7e division d'infanterie. Le 9 décembre 1943, il commande la 95e division d'infanterie. Le 27 février 1944, il commande la 45e Division d'infanterie et le 9 avril 1944, la 35e Division d'infanterie et le 11 mai 1944, la 110e division d'infanterie. Le 15 mai 1944 il commande la 707e division d'infanterie. Le 29 juin 1944, l'Armée rouge prend Bobruisk. La ville en ruine, la population était de 84107 en 1939 et de 28352 le 27 juin 1944. À Bobruisk, il est capturé par les Russes. Le 11 octobre 1955, il est libéré.